# Niederwürschnitz
Niederwürschnitz est une commune de Saxe (Allemagne), située dans l'arrondissement des Monts-Métallifères, dans le district de Chemnitz.

## Géographie
La commune est située dans l'ancien bassin houiller de Lugau/Oelsnitz, entre les villes de Chemnitz et Zwickau, à la bordure nord de la réserve naturelle des Monts Métallifères.

## Jumelage
- Oberasbach (Allemagne)